# Melhor jogador do mundo pela FIFA em 1997

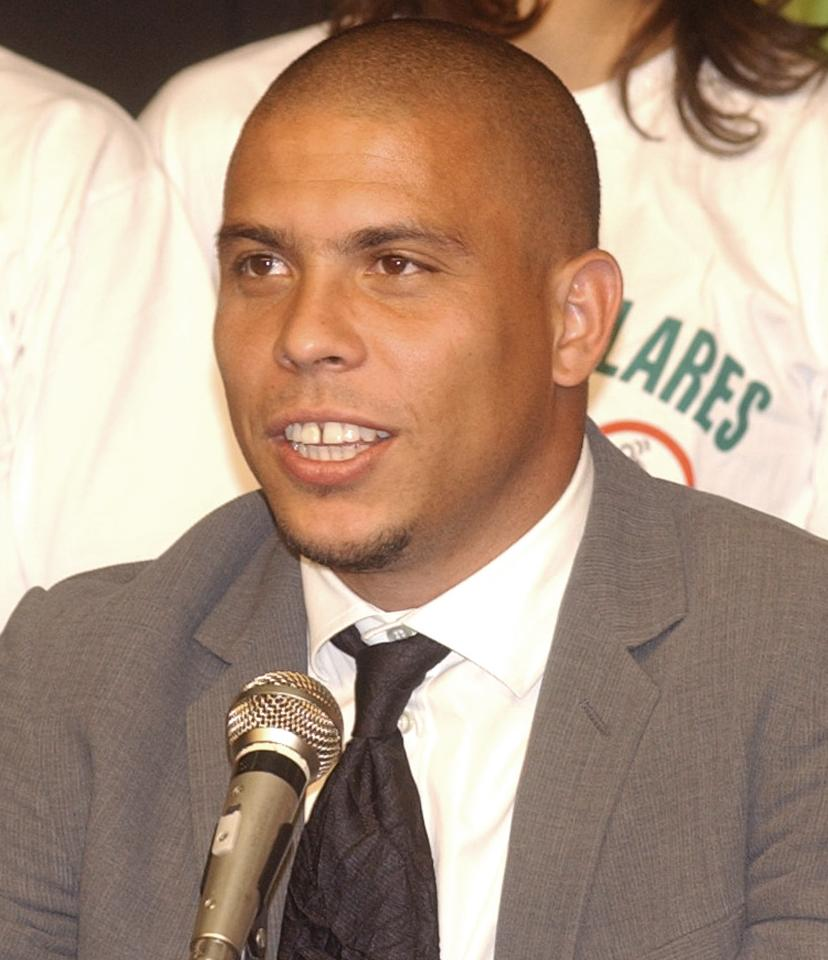
Ronaldo, vencedor do prêmio em 1997

O prêmio de Melhor Jogador do Mundo pela FIFA em 1997 foi vencido pelo brasileiro Ronaldo, que conquistou pela primeira vez consecutiva.

## Resultado
| Posição | Jogador              | 5 pontos | 3 pontos | 1 ponto | Total |
| ------- | -------------------- | -------- | -------- | ------- | ----- |
| 1       | Ronaldo              | 86       | 16       | 2       | 480   |
| 2       | Roberto Carlos       | 5        | 11       | 7       | 65    |
| 3       | Dennis Bergkamp      | 7        | 7        | 6       | 62    |
| 4       | Zinédine Zidane      | 2        | 16       | 4       | 62    |
| 5       | Raúl González        | 2        | 9        | 14      | 51    |
| 6       | Alessandro Del Piero | 2        | 4        | 5       | 27    |
| 7       | Davor Šuker          | 1        | 4        | 3       | 20    |
| 8       | Gabriel Batistuta    | 1        | 3        | 2       | 16    |
| 9       | Alan Shearer         | 0        | 5        | 1       | 16    |
| 10      | Leonardo             | 2        | 1        | 1       | 14    |
| 11      | Peter Schmeichel     | 1        | 2        | 3       | 14    |
| 12      | Youri Djorkaeff      | 0        | 3        | 3       | 12    |
| 13      | Marcelo Salas        | 1        | 2        | 1       | 12    |
| 14      | Andreas Möller       | 0        | 3        | 2       | 11    |
| 15      | Matthias Sammer      | 1        | 1        | 3       | 11    |
| 16      | George Weah          | 0        | 2        | 5       | 11    |
| 17      | Gianfranco Zola      | 1        | 1        | 3       | 11    |
| 18      | Predrag Mijatović    | 2        | 0        | 0       | 10    |
| 19      | Faustino Asprilla    | 1        | 1        | 1       | 9     |
| 20      | Luís Figo            | 0        | 2        | 2       | 8     |